# Слагтерра (мультсериал, 2012)
Слагтерра (англ. Slugterra) — канадский анимационный мультсериал, созданный студией Nerd Corps Entertainment, дочерней компанией DHX Media. Премьера сериала состоялась 3 сентября 2012 года на телеканале «Family Chrgd», а через месяц сериал начал транслироваться в США.
С момента своего дебюта, первые три сезона сериала были выпущены с 13 эпизодами каждый, которые сопровождались несколькими специальными выпусками и мультфильмами. В сентябре 2014 года состоялся релиз четвёртого сезона из 13 эпизодов, который также включал в себя четвёртый мультфильм «Восточные пещеры» (анг. «Eastern Caverns»). «Восточные пещеры» был показан в августе 2015 года в кинотеатрах, а затем начиная с 17 января 2016 года начал транслироваться по канадскому телевидению в виде четырёх отдельных эпизодов. Трансляция четвёртого сезона происходила с января по апрель 2016 года. Пятый мультфильм, «Вглубь теней» (анг. «Into the Shadows») был выпущен в кинотеатрах в августе 2016 года, а затем в октябре 2016 года стал транслироваться по телевидению в виде четырёх отдельных эпизодов. В сентябре 2019 года на основе сериала были созданы игровое шоу в прямом эфире, 20 новых «слагизодов» (анг. «slugisodes»), мобильная игра и VR-игра.
Выпущено также несколько продуктов на основе сериала, включая серия игрушек и видеоигры.

## Сюжет
Действие сериала происходит в подземном мире под названием Слагтерра. Город расположен в самом центре планеты, где обитают волшебные существа — слизни (слаги). Мирному существованию подземного мира грозит опасность разрушения злодеями во главе с коварным доктором Блэком, который намеревается превратить слизней в зловещих существ — гулов и сделать из них смертельное бездушное оружие. На защиту поселения встает герой Элай Шейн, сын знаменитого воина, похищенного в неизвестном направлении.
Пятнадцатилетный подросток Элай Шейн намерен стать величайшим героем слизней-слингов после своего отца. В этом ему помогают слизни, которых парень собирает, тренирует и с которыми вместе сражается. Прежде, чем попасть в Слагтерру, ему в наследство достается знаменитый слизень по имени Берпи, который помогает Элайю в борьбе со злодеями. Оказавшись в волшебном мире, он подружился с моленоидом по имени Пронто. Затем он находит Трикси, девушку, которая спасает его от мошенника-слизняка. Позже он встречает пещерного тролля по имени Корд. С помощью Пронто он участвует в турнире, в котором он тренируется и получает больше слизней. Он готовится, а затем пытается остановить гнусного доктора Таддеуса Блэка и его слизняков-гулов.

## Слаги
Слаги (слизни) — это обычное название существа без раковины, которое живёт в Слагтерре.
На данный момент разрабатывается новая анимационная комедия «Слагизоды» (анг. «Slugisodes») (20x5’) совместно с WildBrain. Запуск 2D анимационных короткометражных фильмов планируется уже а 2020 году, в том числе на YouTube, под управлением DHX WildBrain. Основанные на ту же сюжетную линию и разработанные без диалога «Слагизоды» представят как уже знакомых слагов из сериала, так и новых, а также новые места действия.

### Слаги-элементы
Каждый слаг противопоставлен одному из пяти элементов, являющимся основными — Огонь, Вода, Воздух, Земля и Энергия. Вторичными элементами выступают электричество, токсин, лёд, растение, тень и экстрасенсорика. Пять основных слагов-элементалей являются прародителями всех остальных. Как следствие, при нанесении вреда одному из них те же последствия ожидают и всех происходящих от него слагов. Так, если бы Воздушный Слаг вдруг обратился в злого существа, все другие воздушные слаги стали бы такими зловещими, такими как Ховербаг, Флатулорхинкус, Газзер, Тормато и Слирен.

### Трансформация
После запуска из бластеров, слаги легко достигают скорости в сто миль в час и превращаются в более сильную форму — скоростного морфа (англ. Velocimorph), которая может быть очень разрушительной и может активировать особую способность, специфичную для этого вида слагов. Повторный запуск возможен, если их слагомёту (англ. Slinger) удастся их быстро подобрать и перезагрузить. В противном случае, они возвращаются в специальное укрытие слагомёта, если те относятся к ним дружелюбно. После запуска с бластера слаги возвращаются к своей обычной «протоформе». Все слагомёты необходимо расширять свой арсенал для того, чтобы они могли пользоваться определённой техникой, такие как устройства коммуникации и специальные устройства для сбора слагов. Слаги хранятся в специальных цилиндрических сосудах, называемых снарядами.

### Мегаморф
Высокоопытные слаги могут превращаться в ещё более сильную форму — в мегаморфа — при стрельбе со скоростью двести миль в час. Если слаг недостаточно опытен, он будет отброшен интенсивной скоростью, и мегаморф потерпит неудачу. В первый раз, когда слаг превращается в мегаморфа, его протоформа изменяется. Оснастив бластер ускорителем, слингер помогает слагу трансформироваться в мегаморфа. Банда Шейна получила ускоритель от Красного Крюка после того, как Элай спас Красного Крюка от доктора Блэка.

### Слаги-гулы
Темная энергия опасна для слагов, и оставаясь рядом с ней, они могут заболеть и терять способность к трансформации. Слаги могут превратиться в гулов, тёмную форму слага, в результате действия темной воды или Goon Doc (Гун Док). Превращение слизня в гула может быть вызвано отравлением слизняка темной энергией или погружением его в жидкость с темной энергией(тёмную воду). Слаги-гулы, как правило, сильнее обычных, хотя и могут потерпеть неудачу от хорошо обученных слагов. Им также сложнее иметь связь с слагометателем и, как правило, не возвращаются к нему. Слагов-гулов можно вылечить с помощью слага Boon Doc (Бун Док) либо помещением их в непосредственную близость от Колодца Света.

## Бластеры
Бластеры являются частью основного снаряжения слагометателя, необходимые для запуска слизней. Бластеры используются для запуска слизней с достаточной силой, необходимой им для достижения требуемой скорости для трансформации. Бластеры могут быть укомплектованы аксессуарами, повышающими производительность как самого бластера, так и его слагомёта, хотя большинство слингеров (то есть слагометателей) пользуются бластером базового набора и позволяет слизням выполнять свою работу. Бластеры могут быть временно деактивированы, повреждены либо уничтожены в результате атаки слизней, осечки или неправильной модификации. Даже без бластера слизни способны достичь необходимой скорости с помощью традиционных устройств, к примеру катапульт или рогаток.

## Железные кони
Железные кони (англ. Mecha-Beasts) — роботизированные существа, используемые в качестве распространенного вида транспорта. Они питаются энергией слизняков. Железные кони бывают всех форм и размеров, но наиболее часто встречающиеся виды напоминают быков, лошадей, кротов и слонов. Некоторые уникальные звери были изготовлены на заказ, чтобы быть похожими на змей, а у HooliGang были свои железные кони, похожие на гиен. Можно также увидеть, что железные кони можно модифицировать для использования большого количества оружия, например, железный конь Седо.

### Производство
Большинство железных коней производятся в кузнице железных коней. Источником их питания являются особое сердце. Эти сердца наполняются энергией слизняков посредством молекулярного переливания. Способности и качества железного коня варьируются. Их можно модернизировать, как бластеров, для того, чтобы их использовать в различных ситуациях.

### Превращение в гулов
Железные кони наполнены энергией слизняков, что также означает, что их можно также превратить в гулов путем вливания темной воды в их ядра. Железный конь-гул ведёт себя беспорядочно, а глаза светятся красным светом. Рано или поздно он перестает подчиняться приказам и может опрокинуть своего наездника, а затем взорваться. Подобных зловещих коней можно вылечить с помощью слизняков.

### Модификация
Железные кони могут быть улучшены. Установка ракетных ускорителей может увеличить скорость железных коней. Это также может помочь игрокам перепрыгнуть через большие бреши и пропасти и помочь им в приобретении слагов, которых сложно поймать из-за их быстроты. Другая установка железных коней позволяет использовать их в качестве гидроцикла. Необходимо просто нажать на жёлтую кнопку, и игроки могут совершить круиз по воде Флумес и подводным течениям. Ещё одна модификация включает крылья, активируемые подтягиванием красного рычага. Этот режим полета очень полезен для безопасного и медленного спуска с высокого и быстрого падения. Но последнее усовершенствование железных коней за последние 300 лет — это трансформация в транспортное средство. В режиме транспортного средства железный конь может двигаться со скоростью свыше 100 миль в час. Это позволяет опытному слизню с легкостью трансформироваться в мегаморфа, когда бластер не оснащен ускорителем.

## Эпизоды
| Сезон | Сезон                 | Эпизоды | Первоначальная трансляция (в Канаде) | Первоначальная трансляция (в Канаде) | Трансляция в США       | Трансляция в США         |
| Сезон | Сезон                 | Эпизоды | Дата первой трансляции               | Дата последней трасляции             | Дата первой трансляции | Дата последней трасляции |
| ----- | --------------------- | ------- | ------------------------------------ | ------------------------------------ | ---------------------- | ------------------------ |
|       | 1                     | 14      | 3 сентября 2012 года                 | 14 декабря 2012 года                 | 15 октября 2012 года   | 1 ноября 2012 года       |
|       | 2                     | 11      | 2 сентября 2013 года                 | 11 ноября 2013 года                  | 6 сентября 2013 года   | 15 марта 2013 года       |
|       | 3                     | 14      | 18 ноября 2013 года                  | 3 марта 2014 года                    | 22 ноября 2013 года    | 7 марта 2014 года        |
|       | 4                     | 7       | 17 марта 2014 года                   | 31 марта 2014 года                   | 14 апреля 2014 года    | 19 апреля 2014 года      |
|       | 5                     | 13      | 1 октября 2015 года                  | 1 апреля 2016 года                   | 16 ноября 2015 года    | 12 мая 2016 года         |
|       | 6 (сезон мультфильма) | 4       | 30 марта 2018 года                   | 27 августа 2018 года                 | 25 июня 2018 года      | 16 июля 2018 года        |

## Премьеры в мире
| Страна         | Канал                    | Первый телевизор |
| -------------- | ------------------------ | ---------------- |
| Канада         | Family Chrgd             | 3 сентября 2012  |
| Великобритания | Disney XD                | 1 февраля 2013   |
| США            | Disney XD                | 15 октября 2012  |
| Германия       | Disney XD ProSieben MAXX | 28 февраля 2013  |
| Греция         | Disney XD Star TV        | 28 февраля 2013  |
| Израиль        | Arutz HaYeladim          | 1 февраля 2013   |
| Франция        | Disney XD France 3       | 7 января 2013    |
| Италия         | Disney XD K2             | 2 февраля 2013   |
| Дания          | Disney XD                | 5 ноября 2012    |
| Норвегия       | Disney XD                | 5 ноября 2012    |
| Швеция         | Disney XD                | 5 ноября 2012    |
| Финляндия      | C More Juniori           | 5 ноября 2012    |
| Нидерланды     | Disney XD                | 9 февраля 2013   |
| Японский       | Disney XD                | 6 января 2013    |
| Корейский      | Tooniverse               | 6 января 2013    |